# BOB – Band ohne Bart
BOB – Band ohne Bart war eine Musikgruppe aus den Karnevalshochburgen Köln, Düsseldorf und Neuss.

## Geschichte
Seit der Gründung im Jahr 2008 hat sich die Band (bestehend aus überwiegend ehemaligen Mitglieder von Alt Schuss) im rheinischen Karneval einen überregionalen Namen gemacht. So trat sie seit 2010 jährlich in der ARD-Fernsehsitzung „Düsseldorf Helau“ auf, ebenso in der WDR-Ausstrahlung „Alles unter eine Kappe“.
2010 hatten sie ein Gastspiel auf der EXPO in Shanghai. 2012 nahmen sie als musikalischer Botschafter beim Karneval auf der Inselgruppe der Seychellen teil.
Als musikalische Vertreter des Bundeslandes Nordrhein-Westfalen traten sie jährlich bei den Feierlichkeiten zum Tag der Deutschen Einheit auf der Ländermeile auf. Nach dem Ausstieg von Frontmann Cisco gab die Band schließlich 2016 ihre Auflösung nach der Session bekannt. 

## Diskografie

### Eigene Veröffentlichungen
- 2008: Die Erste
- 2009: Es endet immer mit Sauerei
- 2010: Total jeck
- 2011: Alle woll'n nur meinen Körper
- 2013: 5 Jahre BOB
- 2014: Heisse Tage, heisse Nächte
- 2015: E Läwe Lang

### Beiträge zu Kompilationen
- Kneipenhits – die Kölsche
- Düsseldorf – bunt wie die Welt
- Oktoberfest Riesenhits 2010
- Düsseldorf is megajeck
- Hüttenzauber 2011
- Düsseldorf is megajeck 2012
- Düsseldorf is megajeck 2013
- Düsseldorf is megajeck 2014